# Euclidium syriacum
Euclidium es un género monotípico de plantas fanerógamas de la familia Brassicaceae. Su única especie, Euclidium syriacum, es originaria de Eurasia.

## Descripción
Son plantas anuales, que alcanzan un tamaño de 10-30 cm de altura, erecta o extendida, a menudo muy ramificada desde la base; peluda con pelos cortos ásperos, ramificados. La hoja oblanceolada u oblongo-elíptica, de 3-8 cm de largo, 1-1,5 cm de ancho, sinuada muy variable en los dientes. Las inflorescencias en espigas o racimos de 15-30  flores, laxas y de hasta 10 cm de largo en la fruta. Flores de 1,5 mm de ancho, blancas, subsésiles; pedicelo de 1 mm de largo. El fruto es una silicua globosa u ovoide de 2,5 mm de diámetro. (excl. 1-1.5 mm del largo pico), indehiscente generalmente densamente peluda con cortos pelos ásperos blanquecinos; semillas de 1.5 mm de largo, ovoide, de color marrón oscuro.

## Taxonomía
Euclidium syriacum fue descrita por (L.) R.Br. y publicado en Hortus Kewensis; or, a Catalogue of the Plants Cultivated in the Royal Botanic Garden at Kew. London (2nd ed.) 4: 74. 1812.
Etimología
Euclidium: nombre genérico que deriva de las palabras griegas eu =  "bien", y kleis o kleidos = "un candado o llave," por lo tanto "bien cerrado", en referencia a la fruta indehiscente.
syriacum: epíteto geográfico que alude a su localización en Siria.
Sinonimia
- Anastatica hierachuntica Crantz
- Anastatica syriaca L.
- Bunias rostrata L'Hér. ex DC.
- Bunias syriaca (L.) Gaertn.
- Bunias syriaca (L.) M. Bieb.
- Crucifera euclidium E.H.L.Krause
- Hierochontis carniolica Medik.
- Myagrum rigidum Pall.
- Myagrum rostratum Scop.
- Myagrum syriacum Lam.
- Myagrum syriacum Crantz
- Ornithorhynchium syriacum (L.) Röhl.
- Soria syriaca (L.) Desv. ex Steud.[3]